# 播磨平野
播磨平野（はりまへいや）は、日本の近畿地方の兵庫県西部に広がる平野。姫路平野（ひめじへいや）・播州平野（ばんしゅうへいや）とも。瀬戸内海に属する播磨灘に面し、加古川、市川、夢前川、揖保川などが流れる。平野東部は、印南野（いなみの）台地と呼ばれるなだらかな河岸段丘になっており、ため池が多い。
兵庫県姫路市、たつの市、高砂市、加古川市、三木市、加西市、西脇市、加東市、小野市、明石市、神戸市（西区、垂水区）、神崎郡福崎町、加古郡（稲美町・播磨町）、揖保郡太子町などの自治体が位置する。
旧播磨国の主要部分であり、兵庫県南西部の中心的な場所を占める。

## 交通

### 鉄道
- 山陽本線、山陽新幹線が東西に貫く山陽道の街道筋として主要軸となり、南北には播但線が姫路から和田山（朝来市）へ向かい、加古川線が加古川から西脇市を経て谷川（丹波市）へ、姫新線が北西に姫路から本竜野（たつの市）・佐用を経て津山・新見へ延びる。

### 道路
- 中央部を山陽自動車道及び国道2号、山沿いを中国自動車道が東西に、播但連絡道路、国道312号、国道175号が南北に、因幡街道として国道29号及び国道179号が出雲街道として北西へ延びる。また北東方向へは、姫路から加西・社・篠山・亀岡さらには京都へ向かう国道372号が主要道路として伸びる。国道2号よりさらに浜手には国道250号（浜国道）が東西に走り、高砂から御津（たつの市）付近までの交通を確保している。
- 江戸時代までは山陽道は整備されておらず、姫路から大阪までは航路であった。都へは北条・社・篠山・亀岡を経由する陸路（現在の国道372号線とほぼ同じ）が主要街道であった。

### 港湾など
- 姫路港からは、家島諸島や小豆島へ向かう航路などが発着する。播磨空港を建設する構想もあるが、実現可能性は低い。
- 明石海峡のフェリー航路・旅客航路は、明石海峡大橋開通後もしばらく残っていたが、2011年にフェリー航路は休止、旅客航路については紆余曲折ののち2016年現在では淡路ジェノバラインによって定期運航されている（明石淡路フェリー、淡路ジェノバライン参照）。
- 指定漁港は東は塩屋（神戸市垂水区）から西は福浦（赤穂市）まで、16箇所設置されている。（兵庫県HP「漁港の紹介」による）

## 城郭
- 国宝姫路城が播磨平野の中心にあるが、黒田如水や羽柴秀吉（豊臣秀吉）の時代は規模の小さな城であった。他にも明石城、龍野城、三木城、御着城などの城跡がある。

## 産業
- 海岸部の埋立地に、高砂、飾磨（姫路）の火力発電所、広畑の製鉄所をはじめ工場が多く、海運の便も良いことが見て取れる。阪神工業地帯に対する下請、分工場のような位置づけの中小工場、また戦前からの大規模工場も存在する（川崎重工など）。
- 地場産業として龍野では醤油、そうめんなどが、三木では金物（播州三木打刃物）、小野ではそろばん、加西・西脇では播州織、東条では釣り針、姫路から明石にかけてでは瓦や煉瓦、マッチなどが生産される。
- 温暖肥沃で水利・日照に恵まれ、古くから米、特に醸造好適米の産地として知られ、吟醸酒を支える山田錦の発祥地美嚢地区（現三木市）は播州平野の北端にあたる。加古川から姫路にかけての「西灘」は阪神間の「東灘」とともに、これら米と水に恵まれた銘醸地である。また小麦は、特に龍野地域の醤油、そうめんの原料として江戸時代から有名である。
- 播州平野の海岸沿いは、瀬戸内海・播磨灘の漁場であり、記紀時代から海の幸に恵まれた地と記されるところである。近代栽培漁業、とりわけハマチ、ノリの養殖の実用化は兵庫県立水産試験場（現・兵庫県立農林水産技術総合センター水産技術センター）の功績である。
- 海産物の加工業も盛んである。蒲鉾などのねりもの、焼きアナゴ、いかなごの釘煮、干し蛸などは当地の観光みやげのほか、通信販売（いわゆる「お取り寄せ」）ブームを追い風に全国に知られつつある。

## 観光
- 瀬戸内海に面し、淡路島を正面に、東は紀伊半島から四国、家島諸島、西は小豆島を見渡せ、海岸沿いの白砂青松とあいまって、源氏物語にも登場するなど、古来風光明媚な土地として知られる。もっとも、海岸部は早くから国道バイパスや台風による風水害防止の護岸工事が進み、昔年の面影は神戸市垂水区舞子近辺と、高砂市の一部を残すのみとなってしまった。
- 著名な観光スポットとしては、加古川水系以西には国宝姫路城を中心に、姫路セントラルパーク、法華山一乗寺（西国三十三所26番、加西市）、書寫山圓教寺（同27番、姫路市）、綾部山梅林（たつの市御津町）などが挙げられる。
- 同じく加古川水系以東では明石市の中央標準時子午線にちなんだ文物、また明石市立天文科学館（博物館相当施設）には現在稼動している国内最古のプラネタリウムがある。明石海峡大橋は最新の観光スポットの一つで、本州側起点となる神戸市垂水区から明石市にかけて、公園なども整備されている。
- イオンの出店するショッピングモール「イオンモール姫路リバーシティー（姫路市飾磨区）」「イオンモール姫路大津（姫路市大津区）」「イオンモール加西北条（加西市北条町）」は、いずれも建物長さ300mクラスの広大なモールである。
- 的形、白浜、新舞子などの海水浴場なども見られる。

## 歴史と文化
- 古くからの景勝地として、記紀・風土記の記録や、万葉集以来数々の文芸作品に取り上げられてきた。これにちなんだ文学碑や著名人の揮毫などが、主に海沿いの旧街道（山陽道）沿いの寺社・公会堂や旧家などに散在している。
- 源氏物語の須磨、明石の両段は、もちろんフィクションではあるが、当時の宮廷人からみた播磨地方のイメージを色濃く残すものと言われている。須磨は摂津国、明石は播磨国に属しており、ここを境に畿内と山陽道に分かれていた。
- 源氏の配流にあるように、五畿内から西に外れた最初の鄙（ひな）として、行刑としても自発的な謹慎としても、宮廷人が都落ちする場所として最初に想起される土地柄であった。
- 芝居・小説の題材としては、陰陽師（陰陽法師）や僧兵崩れの乱暴者が播磨の特産として取り上げられることが多い。前者では道摩（道満）法師ら、後者では武蔵坊弁慶が挙げられる。これは、古くから民間陰陽師集団があり、また書写山円教寺をはじめとする修行道場が盛んで、そこから脱落した修行者などがモデルになったといわれている。